# Ecnomus auryn
Ecnomus auryn är en nattsländeart som beskrevs av Malicky 1986. Ecnomus auryn ingår i släktet Ecnomus och familjen trattnattsländor. Inga underarter finns listade i Catalogue of Life.